# Luis Mesones
José Luis Mesones Ubillús de la Cotera (Huancabamba, 11 de mayo de 1823 - Lima, 16  de diciembre de 1879) fue un abogado, diplomático y político peruano. Desempeñó representaciones diplomáticas en diversos países de Europa y Sudamérica conjuntamente con su hijo Manuel María Mesones. Fue encargado de negocios ante la Santa Sede. Por unos días fue ministro de Relaciones Exteriores, en junio de 1867. Fue también diputado nacional por la provincia de Huancabamba y fue parte del equipo que redactaron la Constitución Política en ese año cuando Mariano Ignacio Prado era Presidente provisional.

## Biografía
Estudió en la Universidad Nacional de Trujillo, donde se graduó de licenciado y doctor en Jurisprudencia en 1849. Pasó luego a Lima y se recibió de abogado ante la Corte Superior de dicha ciudad en 1850.
En 1851 fue nombrado rector del Colegio Nacional San Luis Gonzaga de Ica de cuya reorganización se encargó tras haber estado en receso. En 1855 fue elegido diputado suplente por Ica y tuvo que incorporarse a la Convención Nacional (asamblea constituyente). Asimismo, en 1855 formó parte del grupo de socios fundadores del Club Nacional, el cual se estableció en Lima.
En 1856 fue nombrado secretario de la legación en Francia, encargándose de la misma por ausencia de su titular, en 1858. Al año siguiente pasó a ser encargado de negocios ante la Santa Sede. Logró los nombramientos de José Sebastián de Goyeneche y Barreda para el arzobispado de Lima; de Bartolomé Herrera y Francisco Orueta y Castrillón para los obispados de Arequipa y Trujillo, respectivamente; y de Pedro José Tordoya, como obispo in partibus de Tiberiópolis y auxiliar del arzobispo Goyeneche. Entregó los 21.000 soles que los fieles peruanos habían colectado para la Santa Sede. Redactó un proyecto de concordato que salvaguardaba los derechos del patronato nacional. Inició gestiones para que se otorgase el cardenalato al arzobispo Goyeneche.
En 1862 pasó a Inglaterra como ministro plenipotenciario. Luego fue acreditado con el mismo cargo ante el gobierno de Italia establecido en Florencia (1863-1866).
Fue elegido miembro del Congreso Constituyente de 1867 por la provincia de Huancabamba durante el gobierno de Mariano Ignacio Prado. Este congreso expidió la Constitución Política de 1867, la octava que rigió en el país, y que sólo tuvo una vigencia de cinco meses desde agosto de 1867 a enero de 1868. El 3 de junio de ese mismo año, fue nombrado Ministro de Relaciones Exteriores, pero renunció el mismo día, siendo reemplazado por el titular de Justicia, Felipe Osorio. Eran los días de la presidencia provisoria del general Mariano Ignacio Prado.
De 1869 a 1872 retomó su función diplomática como ministro plenipotenciario en Argentina, Uruguay y Brasil. Con la misma investidura pasó a presidir la Comisión de Delegados Fiscales en Europa. Le correspondió fiscalizar la acción de los consignatarios del guano, y negoció un arreglo con la casa Thomson, Bonar y Cía. Renunció en 1877 y fue reemplazado por Simón Gregorio Paredes.

## Publicaciones
- Exposición del ministro peruano en Francia sobre consignación del guano (1858).
- El ministro de Hacienda del Perú en sus relaciones con los administradores del guano en Europa (1859).
- La diplomacia y el congreso (1864).
- Jurisdicción nacional e independencia del Poder Judicial con motivo del asesinato de un marinero a bordo de la barca Emilio Rondanini (1869).
- Exposición sobre la consignación del guano en la Gran Bretaña, Irlanda y sus colonias (1876).
- Cuestiones internacionales. La justicia local en sus relaciones con los cónsules generales encargados de negocios (1878).